# Jesús María Satrústegui
Jesús María Satrústegui (Pamplona, 1954. február 12. –) spanyol válogatott labdarúgó.

## Pályafutása

### Klubcsapatban
Pamplonában született, Navarra tartományban. Pályafutása során egyetlen csapatban, a Real Sociedadban játszott. 1973 és 1986 között 297 mérkőzésen 133 alkalommal volt eredményes és összesen 29 góllal járult hozzá a Real Sociedad 1981-ben és 1982-ben szerzett bajnoki címeihez. A folyamatos térdsérülések miatt az 1985–86-os szezon végén, 32 évesen visszavonult az aktív játéktól.

### A válogatottban
1975 és 1982 között 32 alkalommal szerepelt a spanyol válogatottban és 8 gólt szerzett. Részt vett az 1980-as Európa-bajnokságon és az 1982-es világbajnokságon.

## Sikerei, díjai
Real Sociedad
- Spanyol bajnok (2): 1980–81, 1981–82
- Spanyol szuperkupa (1): 1982

## Kapcsolódó cikk
- Egycsapatos labdarúgók listája

## Külső hivatkozások
- Jesús María Satrústegui adatlapja a National-Football-Teams.com oldalon (angolul)

- Jesús María Satrústegui (angol nyelven). FootballDatabase.eu
- Jesús María Satrústegui (angol nyelven). eu-football.info
- Jesús María Satrústegui (angol, katalán, spanyol nyelven). BDFutbol.com
- Jesús María Satrústegui adatlapja a worldfootball.net oldalon (angolul)